# Handelsfachwirt
Geprüfter Handelsfachwirt ist ein öffentlich-rechtlich anerkannter Abschluss auf Meisterebene, der nach einer erfolgreich absolvierten branchenbezogenen kaufmännischen Aufstiegsfortbildung gemäß Berufsbildungsgesetz vergeben wird. Die bundeseinheitliche Prüfung erfolgt auf Grundlage einer besonderen Rechtsverordnung vor dem Prüfungsausschuss einer Industrie- und Handelskammer (IHK). Die englische Bezeichnung des Abschlusses ist Bachelor Professional of Trade and Commerce (CCI).

## Arbeitsgebiete und Aufgaben
Handelsfachwirte übernehmen in Handelsunternehmen des Groß- und Einzelhandels qualifizierte Fach- und Führungsaufgaben der mittleren Ebene.
Handelsfachwirte arbeiten in Einzel- und Großhandelsunternehmen aller Wirtschaftsbereiche: in Einzelhandelsgeschäften und -ketten, Filialgeschäften und Zweigstellen, in Fachmärkten, Warenhäusern, bei Vertragshändlern und -niederlassungen, bei Handels- und Werksvertretungen sowie in Versandhandelsunternehmen.

## Fortbildungsinhalte
Für die Weiterbildungsprüfung zum Handelsfachwirt existierten zunächst keine bundeseinheitlichen rechtlichen Regelungen. Von den zuständigen Industrie- und Handelskammern wurden jedoch eigene Vorschriften erlassen. Da die Aufstiegsfortbildung zum Handelsfachwirt einen hohen Verbreitungsgrad erlangte – 1995 etwa gab es 74 bestehende kammerrechtliche Regelungen – lag schließlich eine Bundesregelung nahe: Am 1. Februar 2006 trat die bundesweit geltende Verordnung über die Prüfung zum anerkannten Abschluss Geprüfter Handelsfachwirt/Geprüfte Handelsfachwirtin (HandelsfachwPrV) in Kraft, die am 1. Januar 2015 durch die bis heute gültige Verordnung über die Prüfung zum anerkannten Fortbildungsabschluss Geprüfter Handelsfachwirt und Geprüfte Handelsfachwirtin ersetzt wurde.
Die Gesamtprüfung besteht aus zwei schriftlichen und einer mündlichen Teilprüfung.
Die erste schriftliche Teilprüfung gliedert sich in die Handlungsbereiche Unternehmensführung und -Steuerung sowie Führung, Personalmanagement, Kommunikation und Kooperation.
Die zweite schriftliche Teilprüfung gliedert sich in die Handlungsbereiche Handelsmarketing sowie Beschaffung und Logistik. Dazu kommt als Wahlfach einer der Handlungsbereiche Vertriebssteuerung, Handelslogistik, Einkauf oder Außenhandel.
Details sind im DIHK-Rahmenplan Geprüfter Handelsfachwirt/Geprüfte Handelsfachwirtin festgelegt. Die Ablegung der Prüfung gilt zugleich als schriftliche Prüfung nach der Ausbildereignungsverordnung.
Zwischen den Fachbereichen Beschaffung und Logistik, Handelslogistik und Einkauf gibt es eine Reihe von Überschneidungen.

## Fortbildungsdauer
Lehrgänge zur Prüfungsvorbereitung können in Vollzeit oder berufsbegleitend absolviert werden und dauern in der Regel zwischen 3 und 24 Monaten. Für die Zulassung zu der Prüfung ist die Teilnahme an einem Lehrgang allerdings nicht verpflichtend.
Inzwischen gibt es für Abiturienten im Rahmen einer erweiterten dualen Ausbildung Bildungsgänge, die im ersten Abschnitt zur kaufmännischen Abschlussprüfung (beispielsweise zum Kaufmann im Einzelhandel) und in einem weiteren Abschnitt zur Prüfung zum Geprüften Handelsfachwirt führen.

## Prüfungszulassungsvoraussetzungen
Zur ersten schriftlichen Teilprüfung zugelassen werden kann, wer eine mit Erfolg abgelegte Abschlussprüfung in einem anerkannten dreijährigen kaufmännischen Ausbildungsberuf im Handel und danach eine mindestens einjährige Berufspraxis, eine mit Erfolg abgelegte Abschlussprüfung zum Verkäufer oder in einem anderen anerkannten Ausbildungsberuf und danach eine mindestens zweijährige Berufspraxis, eine erfolgreich abgelegte Abschlussprüfung zum Fachlageristen und danach eine mindestens dreijährige Berufspraxis oder eine mindestens fünfjährige Berufspraxis im Handel nachweist. Erstmals gilt auch der Erwerb von mindestens 90 ECTS-Punkten in einem betriebswirtschaftlichen Studium in Verbindung mit einer mindestens zweijährigen Berufspraxis als Voraussetzung.
Diese Voraussetzungen müssen zum Zeitpunkt der Prüfung erfüllt sein.
Für die Zulassung zur zweiten schriftlichen Teilprüfung und der mündlichen Prüfung muss die Ablegung der ersten schriftlichen Teilprüfung nachgewiesen werden.

## Prüfungsdurchführung und Abschluss
Dauer: Die beiden schriftlichen Teilprüfungen werden auf der Grundlage jeweils einer betrieblichen Situationsbeschreibung mit daraus abgeleiteten Aufgabenstellungen durchgeführt. Die Bearbeitungszeit soll für die erste Teilprüfung 240 Minuten betragen. Für die zweite schriftliche Teilprüfung soll sie 300 Minuten betragen, davon 180 Minuten auf die beiden Pflichtfächer und 120 Minuten auf das Wahlfach.
In der schriftlichen Prüfung stellt die IHK eine Formelsammlung zur Verfügung; neben Schreibgerät und nichtprogrammierbarem Taschenrechner dürfen die Teilnehmer Gesetze bzw. Gesetzessammlungen mitbringen.
Der mündliche Teil besteht zunächst aus einer fünfzehnminütigen Präsentation über ein selbstgewähltes Thema aus jeweils einem Handlungsbereich der ersten und zweiten Teilprüfung. Der Prüfungsteilnehmer hat dieses Thema am Tag der zweiten schriftlichen Teilprüfung mitsamt einer Kurzbeschreibung dem Prüfungsausschuss einzureichen. Daran schließt sich ein Fachgespräch von ca. 20 Minuten Dauer an.
Nach erfolgreichem Abschluss aller Prüfungsteile vergibt die prüfende IHK den öffentlich-rechtlich anerkannten Abschluss Geprüfter Handelsfachwirt. Der öffentlich-rechtliche Abschluss gehört zur 2. Fortbildungsebene der IHK.
Mit erfolgreichem Abschluss erhält jeder Absolvent laut Beschluss der Kultusministerkonferenz vom 6. März 2009 die allgemeine Hochschulzugangsberechtigung.
Seit Mai 2013 gilt der DQR – der Deutsche Qualifikationsrahmen – in Deutschland als eingeführt. Hier wird der IHK-Fachwirt in Stufe 6 eingeordnet.
Somit ist er gleichwertig, jedoch nicht gleichartig, wie z.Bsp. folgende Abschlüsse: Meister oder Bachelor.
Mit dieser Einführung wurde ein europäischer Prozess, hin zum EQR – Europäischer Qualifikationsrahmen, vollzogen.